# Loteria fantowa

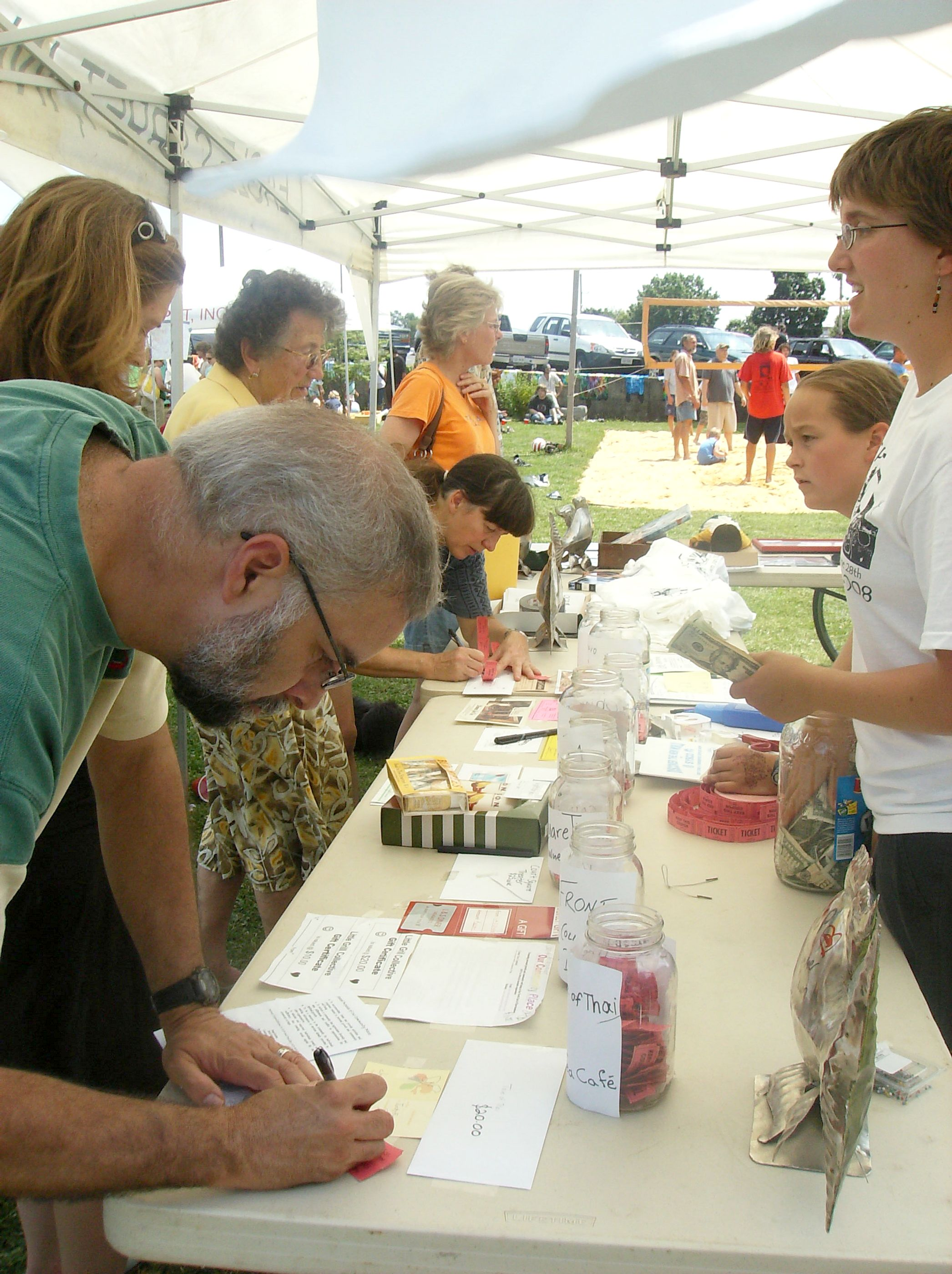
Klienci kupujący losy na loterię restauracyjną na wydarzeniu w 2008 roku w Harrisonburg w stanie Wirginia

Loteria fantowa (ang. raffle) – rodzaj hazardowej gry losowej, w której uczestnicy nabywają numerowane bilety, z których każdy ma szansę na wygraną. O określonym czasie zwycięzcy są losowani z pojemnika zawierającego kopię każdego numeru. Wylosowane bilety są sprawdzane w odniesieniu do puli nagród, do których przypisane są numery, a posiadacz zwycięskiego biletu otrzymuje przypisaną nagrodę.
Loteria fantowa jest popularną grą w wielu krajach i często organizowana jest w celu zbierania funduszy na rzecz organizacji charytatywnych lub wydarzeń.

## Przebieg gry
Loteria fantowa może obejmować kilka różnych nagród, często przekazanych w formie darowizny, a każdy los może dawać szansę na wygraną dowolnej z nich. Losowanie może odbywać się podczas specjalnego wydarzenia z udziałem publiczności i być nadzorowane przez przedstawiciela organizatora lub znaną osobę. Każda nagroda jest losowana osobno – po wylosowaniu numeru wygrywającego jest on usuwany z dalszego losowania.

### Loteria chińska
Popularnym sposobem zwiększenia dochodów z loterii jest sprzedaż losów w pakietach, np. jeden los za 10 USD lub trzy losy za 25 USD. Praktyka ta jest jednak nielegalna w niektórych krajach. Ten rodzaj loterii nazywany jest także loterią chińską. W niektórych krajach (np. w Australii) organizacja loterii podlega regulacjom prawnym i wymaga specjalnego pozwolenia albo jest dozwolona jedynie dla zarejestrowanych organizacji non-profit.

## Tombola
Tombola to rodzaj loterii, który jest szczególnie popularny w okresie świątecznym. Nagrody mają zwykle niewielką wartość materialną. Gra wywodzi się z południowych Włoch i rozprzestrzeniła się na inne kraje wraz z włoskimi emigrantami w XIX i XX wieku. W różnych miejscach przybrała odmienne formy i nazwy, np. bingo.

## Prywatna loteria
Loteria może być wykorzystywana – tam, gdzie jest to legalne – do sprzedaży wartościowych przedmiotów, takich jak samochody, nieruchomości czy dzieła sztuki. Przykładem jest losowanie jachtu „Coquette” przez amerykańsko-australijskiego fotografa Townsenda Duryeę w 1858 roku.

## Loteria na świecie
W Wielkiej Brytanii termin „tombola” oznacza loterię, w której losy są umieszczane w beczce i mieszane przed ich losowaniem. W Nowej Zelandii i Australii popularne są tzw. mięsne loterie (meat raffles), organizowane w pubach i klubach, w których nagrodami są zestawy mięsne lub owoce morza.

## Loteria gotówkowa
W loterii gotówkowej (cash raffle) nagrodą jest część uzyskanych wpływów, np. 50% dochodów dla zwycięzcy i 50% dla organizatorów lub organizacji charytatywnej. Takie loterie są jednak nielegalne w niektórych jurysdykcjach, np. w Kalifornii (z pewnymi wyjątkami).